# Општина Думбравешти (Прахова)
Думбравешти (рум. Dumbrãveşti) општина је у Румунији у округу Прахова.
Oпштина се налази на надморској висини од 258 m.